# Hustle Punch
A Hustle Punch (ハッスルパンチ; Hasszuru Pancsi; Hepburn: Hassuru Panchi) japán fekete-fehér animesorozat, amelyet a Toei Animation készített Ikeda Hirosi írásában és rendezésében. A szereplőket Mori Jaszudzsi tervezte, zenéjét Kobajasi Cuguhosi szerezte. Japánban a NET (ma TV Asahi) vetítette 26 epizódon keresztül 1965. november 1. és 1966. április 25. között.
Takahata Iszao a főcím rendezésében, míg Mijazaki Hajao kulcsrajzolóként vett részt a sorozat elkészítésében.

## Történet
A Hustle Punch három jóbarát, Punch, a medve, Touch, az egér és Bun, a menyét kalandjait követi, amint Garigari professzor, a nagy, gonosz farkas által okozott problémákat oldják meg.

## Szereplők
| Szereplő                                                                       | Japán hang      |
| ------------------------------------------------------------------------------ | --------------- |
| Punch (パンチ; Pancsi; Hepburn: Panchi)                                        | Ójama Nobujo    |
| Touch (タッチ; Taccsi; Hepburn: Tacchi)                                        | Mizugaki Jóko   |
| Bun (ブン)                                                                     | Kuri Csiharu    |
| Garigari professzor (ガリガリ博士; Garigari hakasze; Hepburn: Garigari hakase) | Janami Dzsódzsi |
| Black (ブラック; Burakku)                                                      | Ótake Hirosi    |
| Nu (ヌー; Nú; Hepburn: Nū)                                                     | Kamijama Takuzó |

## Epizódok
| #  | Epizód címe                                                                                          | Első japán sugárzás |
| -- | --- | ------------------- |
| 1  | Jamamono va oidasze (じゃまものは追い出せ; Hepburn: Jamamono wa oidase)                              | 1965. november 1.   |
| 2  | Red Star no kanata (レッドスターの彼方; Reddoszutá no kanata; Hepburn: Reddosutā no kanata)          | 1965. november 8.   |
| 3  | Black Benny no himicu (ブラックベニーの秘密; Burakkubení no himicu; Hepburn: Burakkubenī no himitsu) | 1965. november 15.  |
| 4  | Hasire! Pontsuka (走れ!ポンツカー; Hasire! Poncuká; Hepburn: Hashire! Pontsukā)                      | 1965. november 22.  |
| 5  | Nazo no kaitó o oe (謎の怪盗を追え; Hepburn: Nazo no kaitō o oe)                                     | 1965. november 29.  |
| 6  | Kieta szacutaba (消えた札束; Hepburn: Kieta satsutaba)                                               | 1965. december 6.   |
| 7  | Garigari gó kókaigi (ガリガリ号航海記; Hepburn: Garigari gō kōkaigi)                                 | 1965. december 13.  |
| 8  | Szokonuke dai Circus (底抜け大サーカス; Szokonuke dai Szákaszu; Hepburn: Sokonuke dai Sākasu)        | 1965. december 20.  |
| 9  | Horafuki Black (ほらふきブラック; Horafuki Burakku)                                                  | 1965. december 27.  |
| 10 | Donuts o szagasze (ドーナッツを探せ; Dónaccu o szagasze; Hepburn: Dōnattsu o sagase)                 | 1966. január 3.     |
| 11 | Szuzu to Dynamite (鈴とダイナマイト; Szuzu to Dainamaito; Hepburn: Suzu to Dainamaito)               | 1966. január 10.    |
| 12 | Pettanko szódó (ペッタンコ騒動; Hepburn: Pettanko sōdō)                                              | 1966. január 17.    |
| 13 | Dóbucu kaizóki (動物改造機; Hepburn: Dōbutsu kaizōki)                                                | 1966. január 24.    |
| 14 | Highway o szuttoba sze (ハイウェイをすっとばせ; Haiuei o szuttoba sze; Hepburn: Haiuei o suttoba se) | 1966. január 31.    |
| 15 | Sakkuriekiszu de kanpai (シャックリエキスで乾杯; Hepburn: Shakkuriekisu de kanpai)                   | 1966. február 7.    |
| 16 | Akogare no gaikoku rjokó (あこがれの外国旅行; Hepburn: Akogare no gaikoku ryokō)                     | 1966. február 14.   |
| 17 | Kjúkancsó to Necklace (九官鳥とネックレス; Kjúkancsó to Nekkureszu; Hepburn: Kyūkanchō to Nekkuresu) | 1966. február 21.   |
| 18 | Garigari ie no iszan (ガリガリ家の遺産; Hepburn: Garigari ie no isan)                                | 1966. február 28.   |
| 19 | Ómono vo curiagero (大物を釣り上げろ; Hepburn: Ōmono wo tsuriagero)                                  | 1966. március 7.    |
| 20 | Totemo jukaina hi (とても愉快な日; Hepburn: Totemo yukaina hi)                                       | 1966. március 14.   |
| 21 | Tobasze te tamaru ka (飛ばせてたまるか; Hepburn: Tobase te tamaru ka)                                | 1966. március 21.   |
| 22 | Boku va Superman (僕はスーパーマン; Boku va Szúpáman; Hepburn: Boku wa Sūpāman)                      | 1966. március 28.   |
| 23 | Bakudan va doko da (ばくだんは何処だ; Hepburn: Bakudan wa doko da)                                   | 1966. április 4.    |
| 24 | Itazura szaimindzsucu (いたずら催眠術; Hepburn: Itazura saiminjutsu)                                 | 1966. április 11.   |
| 25 | Dzsisin urimaszu (地震売ります; Hepburn: Jishin urimasu)                                             | 1966. április 18.   |
| 26 | Peshanko dai Race (ペシャンコ大レース; Peshanko dai Részu; Hepburn: Peshanko dai Rēsu)               | 1966. április 25.   |

## Zene
A Hustle Punch no uta (ハッスルパンチの歌) főcímdalt Ójama Nobujo (Punch hangja), Mizugaki Jóko (Touch hangja) és a Nisirokugó Sónen Gassógan fiúkórus adta elő.